# Harrell (Arkansas)
Harrell es un pueblo ubicado en el condado de Calhoun en el estado estadounidense de Arkansas. En el Censo de 2010 tenía una población de 254 habitantes y una densidad poblacional de 158,43 personas por km².

## Geografía
Harrell se encuentra ubicado en las coordenadas 33°30′36″N 92°24′4″O / 33.51000, -92.40111. Según la Oficina del Censo de los Estados Unidos, Harrell tiene una superficie total de 1.6 km², de la cual 1.6 km² corresponden a tierra firme y (0%) 0 km² es agua.

## Demografía
Según el censo de 2010, había 254 personas residiendo en Harrell. La densidad de población era de 158,43 hab./km². De los 254 habitantes, Harrell estaba compuesto por el 50.79% blancos, el 48.43% eran afroamericanos, el 0% eran amerindios, el 0% eran asiáticos, el 0% eran isleños del Pacífico, el 0% eran de otras razas y el 0.79% pertenecían a dos o más razas. Del total de la población el 0% eran hispanos o latinos de cualquier raza.